# Герб Вітовського району

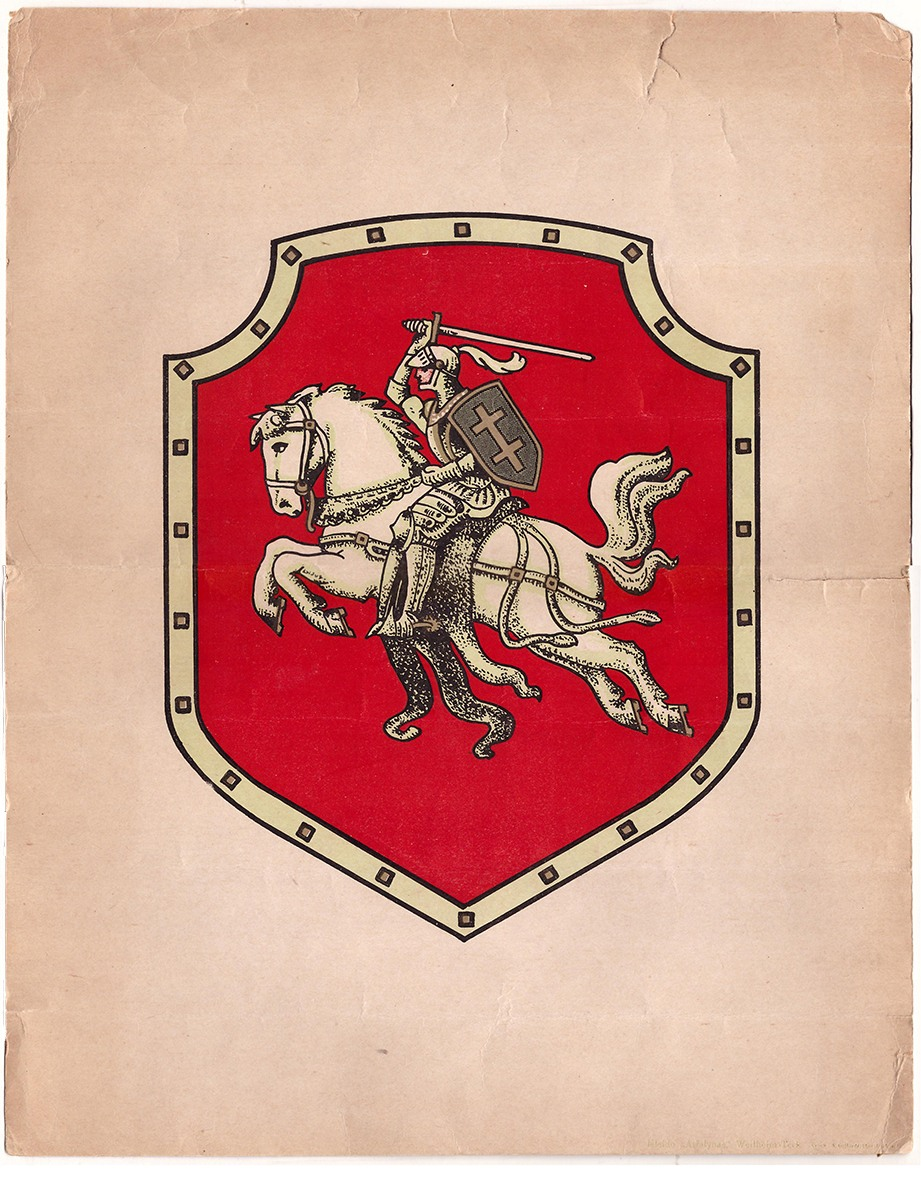
Малюнок герба Литовської республіки, виконаний Антанасом Жмуйдзінавічусом, 1917 р.

Герб Вітовського райо́ну — офіційний символ Вітовського району Миколаївської області, затверджений рішенням сесії районної ради № 3 від 22 грудня 2017 року.

## Опис
Герб являє собою форму щита із закругленням внизу і співвідношення сторін 5:6.
У синьому полі вершник у золотих лицарських латах, обличчям тілесного кольору, срібним мечем у правій руці над головою і червоним щитком із срібним шестираменним хрестом на лівому плечі. Під вершником срібний кінь, який скаче у праву сторону із золотими підковами, стременами і сідлом, під яким червоне покривало.
Вершник на коні символізує історичний факт заснування Литовським князем Вітовтом у 1399 році на південних землях нинішньої Миколаївщини, фортеці з вежею, митницею і поселенням, яке отримало найменування Вітольд-Гіммані, в перекладі з турецької — «Вітовські бані» (фортечні вежі доби Литовського князівства мали куполи (бані)).
Озброєний лицар символізує боротьбу добра із злом, світла із тьмою, є символом захисту своєї землі.
Шестираменний срібний хрест є хрестом з герба роду Ягайлів, до якого відноситься Вітовт. і символізує утвердження христянства у Литовському Князівстві.
Кінь у християнстві — символ хоробрості і благородства.
Синій колір символізує відродження, щирість і вірність, також духовність і чистоту.
Золотий колір (поданий жовтим) символізує знатність і багатство.
Срібний колір символізує відкритість, примирення і доброту.
Червоний колір символізує мужність і великодушність.
Герб є символом району, який відображає історичну ґрунтовність заснування та стверджує єдність районної громади у праці, їх прагнення увічнити історичне минуле району, а також, є зовнішнім атрибутом влади.
Еталон герба в кольоровому зображені на форматі А4, а також, його комп'ютерна версія зберігаються у голови районної ради.

## Герб 2012—2017 років
Затверджений рішенням сесії районної ради № 5 від 24 лютого 2012 року. Автор проекту герба — Ігор Дмитрович Янушкевич.
Герб являє собою іспанський геральдичний щит. На щиті верхня частина лазурового кольору понижено скошена справа на ліво на нижню частину зеленого кольору. Поверх зеленої частини зображено жовті колоски в перев'яз. На верхній лазуровій частині зображено срібний вітрильник, над яким летить чайка, на нижній зеленій — срібні якір і орало в косий хрест. Щит обрамований декоративним картушем і увінчаний золотою територіальною короною. На лазуровій девізній стрічці під щитом — напис «Вітовський район».